# Czarny Bocian
Czarny Bocian – osada leśna wsi Bukowiec w Polsce, położony w województwie lubuskim, w powiecie międzyrzeckim, w gminie Międzyrzecz.
W latach 1975–1998 osada leśna należała administracyjnie do województwa gorzowskiego.